# Mon amie Max
Pour plus de détails, voir Fiche technique et Distribution.
Mon amie Max est un film franco-québécois réalisé par Michel Brault en 1994.

## Synopsis
Ce film est la quête d'une mère pour son fils, d'une amie d'enfance pour son enfance et son amie. Mais c'est aussi le désir profond d'essayer de trouver enfin une sensation de paix pour affronter le vide peut-être inévitable qui risque d'envahir à nouveau la vie de Max et Catherine.

## Fiche technique
- Réalisation : Michel Brault
- Production : Aimée Danis, Carole Ducharme, Alain Rocca
- Scénario : Jefferson Lewis
- Photographie : Sylvain Brault
- Montage : Jacques Gagné
- Musique : François Dompierre

## Distribution
- Geneviève Bujold : Marie-Alexandrine Brabant
- Marthe Keller : Catherine Mercier
- Johanne McKay : Marie-Alexandrine (adolescente)
- Marie Guillard : Catherine (adolescente)
- Michel Rivard : Denis Lajeunesse
- Rita Lafontaine : Madame Brabant
- Véronique Le Flaguais : Mme Michaud
- Jean-Louis Roux : Père Bérubé
- Patrice Bissonnette : Michel Simard
- Rosa Zacharie : Françoise Simard
- Jean-René Ouellet : Jacques
- Claude Gagnon : Ami de Michel #3

## Distinctions
- 1994 : Nomination Best Achievement in Cinematography, Genie Award, Sylvain Brault
- 1994 : Nomination Best Achievement in Film Editing, Genie Award, Jacques Gagné
- 1994 : Nomination Best Motion Picture, Genie Award, Aimée Danis, Danièle Bussy
- 1994 : Nomination Best Performance by an Actor in a Supporting Role, Genie Award, Michel Rivard
- 1994 : Nomination Best Performance by an Actress in a Leading Role, Genie Award, Geneviève Bujold
- 1994 : Nomination Best Performance by an Actress in a Supporting Role, Genie Award, Johanne McKay
- 1995 : Nomination Best Latin Film (Melhor Filme), Kikito d'Or, Festival de Gramado, Michel Brault